# دومينيك تيان
دومينيك تيان هو سياسي فرنسي، ولد في 14 ديسمبر 1959 في مارسيليا في فرنسا. نشط حزبياً في الاتحاد من أجل الديمقراطية الفرنسية والاتحاد من أجل حركة شعبية.

## مناصب
- انتخب مستشار مدينة إيكس مرسيليا بروفانس ‏ لترشحه ضمن قائمة first sector of Marseille  [لغات أخرى]‏، خلال فترته النيابية ‏ (2016 – ).
- انتخب مستشار بلدية مرسيليا ‏ خلال فترته النيابية ‏.
- انتخب نائب فرنسي عن دائرة Bouches-du-Rhône's 2nd constituency [الإنجليزية]‏ خلال فترته النيابية (20 يونيو 2012 – 20 يونيو 2017).
- انتخب نائب فرنسي عن دائرة Bouches-du-Rhône's 2nd constituency [الإنجليزية]‏ خلال فترته النيابية [الإنجليزية]‏ (20 يونيو 2007 – 19 يونيو 2012).
- انتخب نائب فرنسي عن دائرة Bouches-du-Rhône's 2nd constituency [الإنجليزية]‏ خلال فترته النيابية  [لغات أخرى]‏ (19 يوليو 2002 – 19 يونيو 2007).
- انتخب عضو المجلس العام  [لغات أخرى]‏.
- انتخب mayor of the fourth sector of Marseille ‏ (18 يونيو 1995 – 19 سبتمبر 2013).
- انتخب نائب فرنسي عن دائرة Bouches-du-Rhône's 2nd constituency [الإنجليزية]‏ خلال فترته النيابية  [لغات أخرى]‏ (8 يونيو 2002 – 18 يونيو 2002).

## وصلات خارجية
- الموقع الرسمي